# David Herman
David Herman (20. februar 1967) er en amerikansk stemmeskuespiller født i New York City, New York.